# (31966) 2000 HR1
2000 HR1 (asteroide 31966) é um asteroide da cintura principal. Possui uma excentricidade de 0.12000440 e uma inclinação de 5.97085º.
Este asteroide foi descoberto no dia 25 de abril de 2000 por Spacewatch em Kitt Peak.